# Протон-1
Протон-1 — советский тяжёлый научный спутник серии «Протон», запущен на околоземную орбиту 16 июля 1965 года в 11:16 UTC с космодрома Байконур, площадка 81. Запуск состоялся, несмотря на то, что его успеху угрожала утечка в трубопроводе окислителя, в результате которой тетраоксид азота пролился на электрические провода. В начале полёта специалисты по запуску получали только сигналы, указывающие на то, что спутник функционирует. Однако Протон-1 работал нормально, передавая физические данные о космических частицах сверхвысокой энергии. Его миссия длилась 45 дней, и спутник вновь вошёл в атмосферу Земли 11 октября 1965 года.

## Описание космического аппарата
Спутники «Протон-1», «Протон-2» и «Протон-3» (серия спутников N4) были по существу идентичны. Каждый спутник представлял собой герметичный цилиндр с выпуклыми торцами. Он имел четыре солнечные батареи, установленные в виде гребного колеса на верхней части цилиндра. Общая масса составляла 12 200 кг. На борту не было движителя, он был стабилизирован вращением с помощью газовых струй и, так называемым, «устройством демпфирования мощности». Спутник имел антенны, выступающие сверху и снизу, и пирамидальную конструкцию сверху, несущую датчики системы ориентации оси. Связь осуществлялась через маяк, работающий на частоте 19,910 МГц. Терморегулирование поддерживалось с помощью теплообменника. В нём также находились химические топливные элементы. Эксперименты на борту проводились в герметичном приборном отсеке. Гамма-телескоп, сцинтилляторный телескоп, пропорциональные счётчики и газо-сцинтилляторный телескоп Черенкова были способны регистрировать космические лучи в диапазоне до 10 миллионов МэВ.